# Tāzehābād-e Marzīān
Tāzehābād-e Marzīān är en ort i Iran.   Den ligger i provinsen Gilan, i den norra delen av landet, 220 km nordväst om huvudstaden Teheran. Tāzehābād-e Marzīān ligger 2 meter över havet och antalet invånare är 189.
Terrängen runt Tāzehābād-e Marzīān är platt, och sluttar norrut. Runt Tāzehābād-e Marzīān är det ganska tätbefolkat, med 155 invånare per kvadratkilometer. Närmaste större samhälle är Lāhījān, 14,7 km öster om Tāzehābād-e Marzīān. Trakten runt Tāzehābād-e Marzīān består till största delen av jordbruksmark.